# Fitchiella mediana
Fitchiella mediana är en insektsart som beskrevs av Lawson 1933. Fitchiella mediana ingår i släktet Fitchiella och familjen Caliscelidae. Inga underarter finns listade i Catalogue of Life.